# Trude Klecker
Trude Klecker (ur. 7 lutego 1926 w Semmering) – austriacka narciarka alpejska, dwukrotna medalistka mistrzostw świata. 
Wystartowała na igrzyskach olimpijskich w Oslo w 1952 roku, gdzie zajęła 24. miejsce w zjeździe, a w gigancie była czwarta. Walkę o podium przegrała tam z Annemarie Buchner z Niemiec. Podczas rozgrywanych dwa lata później mistrzostw świata w Åre wywalczyła dwa medale. Najpierw zajęła drugie miejsce w zjeździe, rozdzielając Idę Schöpfer ze Szwajcarii i Francuzkę Lucienne Schmith. Następnie zajęła 27. miejsce w gigancie. Dwa dni później była najlepsza w slalomie, wyprzedzając Schöpfer i Sarę Thomasson ze Szwecji. Ponadto była szósta w kombinacji. Brała także udział w igrzyskach olimpijskich w Cortinie d’Ampezzo w 1956 roku, zajmując 12. miejsce w zjeździe i 33. w gigancie.
Najlepsza sportsmenka Austrii (1953).

## Osiągnięcia

### Igrzyska olimpijskie
| Miejsce | Dzień       | Rok  | Miejscowość       | Konkurencja | Czas biegu | Strata | Zwyciężczyni         |
| ------- | ----------- | ---- | ----------------- | ----------- | ---------- | ------ | -------------------- |
| 4.      | 14 lutego   | 1952 | Oslo              | Gigant      | 2:06,8     | +4,6   | Andrea Mead-Lawrence |
| 24.     | 17 lutego   | 1952 | Oslo              | Zjazd       | 1:47,1     | +10,8  | Trude Jochum-Beiser  |
| 33.     | 27 stycznia | 1956 | Cortina d’Ampezzo | Gigant      | 1:56,5     | +12,0  | Rosa Reichert        |
| 12.     | 1 lutego    | 1956 | Cortina d’Ampezzo | Zjazd       | 1:40,7     | +9,9   | Madeleine Berthod    |

### Mistrzostwa świata
| Miejsce | Dzień       | Rok  | Miejscowość       | Konkurencja | Czas biegu | Strata    | Zwyciężczyni         |
| ------- | ----------- | ---- | ----------------- | ----------- | ---------- | --------- | -------------------- |
| 4.      | 14 lutego   | 1952 | Oslo              | Gigant      | 2:06,8     | +4,6      | Andrea Mead-Lawrence |
| 24.     | 17 lutego   | 1952 | Oslo              | Zjazd       | 1:47,1     | +10,8     | Trude Jochum-Beiser  |
| 2.      | 2 marca     | 1954 | Åre               | Zjazd       | 1:29,2     | +0,1      | Ida Schöpfer         |
| 27.     | 4 marca     | 1954 | Åre               | Gigant      | 1:38,9     | +13,3     | Lucienne Schmith     |
| 1.      | 6 marca     | 1954 | Åre               | Slalom      | 2:01,93    | -         | -                    |
| 6.      | 6 marca     | 1954 | Åre               | Kombinacja  | 4,75 pkt   | +6,75 pkt | Ida Schöpfer         |
| 33.     | 27 stycznia | 1956 | Cortina d’Ampezzo | Gigant      | 1:56,5     | +12,0     | Rosa Reichert        |
| 12.     | 1 lutego    | 1956 | Cortina d’Ampezzo | Zjazd       | 1:40,7     | +9,9      | Madeleine Berthod    |